# 5. Luftarmee (Rote Armee)
Die 5. Luftarmee (russisch 5-я воздушная армия) war ein Verband der sowjetischen Luftstreitkräfte.

## Geschichte
Sie wurde im Juni 1942 aufgestellt und anfangs im Nordkaukasus eingesetzt, wo sie allein von August bis Oktober 1942 14.374 Einsätze absolvierte. Ihr Anfangsbestand belief sich auf fünf Fliegerdivisionen (236., 237. und 265. IAD, 238. SchAD und 132. BAD) sowie einige selbstständige Fliegerregimenter. Kommandeur war während des gesamten Krieges General Sergei Gorjunow. Im Herbst 1943 wurde sie der Steppenfront unterstellt und nahm zusammen mit der 4. Luftarmee und den Seefliegern der Schwarzmeerflotte an den schweren Kämpfen um den Kuban-Brückenkopf teil. Zur 2. Ukrainischen Front kam sie am 20. Oktober 1943. Der weitere Kampfweg führte über Rumänien, Ungarn, die Tschechoslowakei und Österreich, wo die Einheiten den Zweiten Weltkrieg beendeten. Insgesamt flog die 5. Luftarmee während des Krieges über 180.000 Einsätze. 139 Angehörige wurden als Held der Sowjetunion ausgezeichnet, vier erhielten den Titel zweimal.
Mit der Umbenennung des Verbandes in 48. Luftarmee im Jahr 1949 wurde der Verband in den Odessaer Militärbezirk verlegt. 1952 wurde der Verband wieder in 5. Luftarmee umbenannt.